# Richeza van Lotharingen
Richeza van Lotharingen, ook Rixa, (ca. 1000 - Saalfeld/Saale, 21 maart 1063) was koningin van Polen tot 1034.
Na de moord op haar man, Mieszko II Lambert van Polen, vluchtte Richeza met haar kinderen naar haar familie in Duitsland. In 1047 overleed haar broer Otto II van Zwaben. Tijdens de begrafenis van Otto legde Richeza haar juwelen af en verklaarde plechtig dat zij ook in een klooster zou treden.
Er was nog één erfgenaam in de mannelijke lijn in de familie: Koenraad I van Beieren. Die kwam echter in problemen met de keizer. Samen met haar broer Herman II van Keulen, de aartsbisschop van Keulen, en haar zuster Theophanu, abdis van het Sticht Essen en van Gerresheim, en provoost van Rellinghausen, bedacht Richeza een aanpak om de bezittingen en belangen van de familie zo goed mogelijk te behouden. Die kwamen erop neer dat de familiebezittingen zo veel mogelijk zou aan kerkelijke instellingen zouden worden geschonken die onder controle van de familie stonden. In 1051 schonk Richeza de abdij van Brauweiler aan het aartsbisdom van Keulen. Keizer Hendrik III probeerde deze schenking aan te vechten omdat hun vader bij testament ook al deze schenking had gedaan, maar dat uitgerekend deze drie kinderen de uitvoering daarvan hadden verhinderd! Richeza herbouwde de kloosterkerk van Brauweiler en legde bij testament vast dat ze daar, naast haar moeder wilde worden begraven. Ze liet het gebeente van haar vader overbrengen van Augsburg naar Brauweiler. Richeza deed grote schenkingen aan het klooster in Brauweiler om zo de langdurige zelfstandigheid van dit klooster, als monument voor haar familie, te verzekeren. Ze deed ook schenkingen aan de bisdommen van Keulen en Würzburg. Van al deze schenkingen behield ze het vruchtgebruik. Bovendien kreeg ze van Keulen een jaarlijks bedrag van 100 zilveren ponden terwijl de bisschop van Würzburg in een oorkonde beloofde om Richeza na haar dood naar haar begraafplaats te begeleiden of zich te laten vervangen door zes onbesproken priesters en zes diakenen.
Na haar overlijden werd Richeza niet in Brauweiler begraven (zoals zij had gewenst) maar in het nieuwe Mariagarden klooster in Keulen (in de immuniteit van de dom). Aartsbisschop Anno II beriep zich op een mondelinge afspraak met Richeza. Hij eigende zich ook de schenkingen toe die Richeza aan Brauweiler had gedaan als tegenprestatie voor haar begrafenis. Na lange juridische strijd wist het klooster van Brauweiler deze schenkingen in 1090 alsnog in handen te krijgen. Het Mariagarden klooster werd in 1817 afgebroken, het gebeente van Richeza werd toen verplaatst naar de Johanneskapel in de dom.
Richeza werd heilig verklaard vanwege haar grote schenkingen aan de kerk en omdat ze een groot aantal kerken bouwde. De Nicolaas- en Gertrudiskerken in Keulen, Klotten, Brauweiler, Saalfeld, Bonn en Essen, zijn door haar gesticht. 

Een persoonlijk evangeliarium van Richeza is bewaard in de Hessische bibliotheek. Haar graf is meerdere malen geopend om relikwieën uit te nemen. In 1959 is haar graf voor het laatst geopend. Uit haar skelet blijkt dat ze een kleine, tengere vrouw was met een genezen sleutelbeenbreuk en ouderdomsverschijnselen aan de wervelkolom.

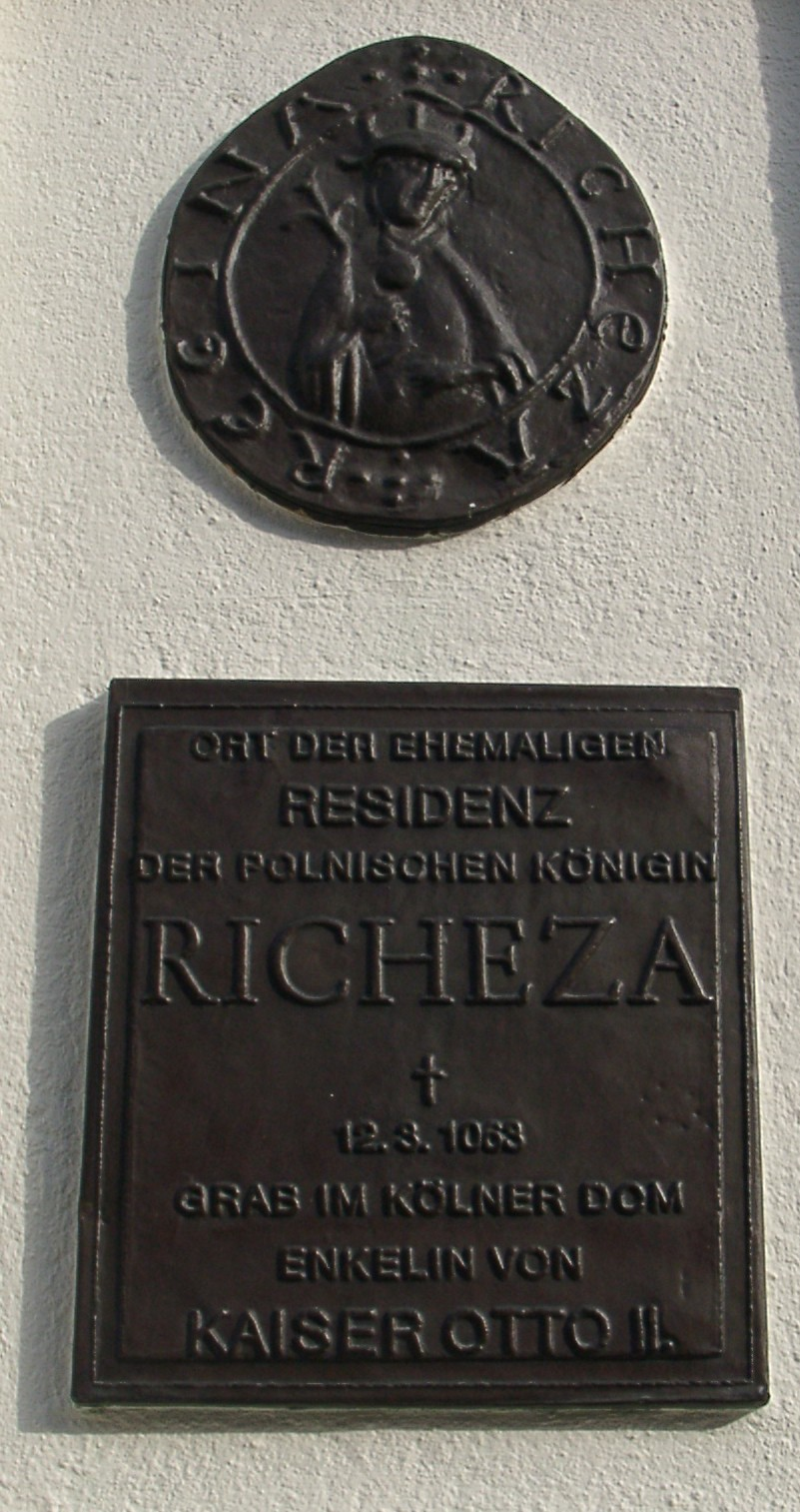
gedenksteen van koningin Richeza in Klotten

Richeza was de dochter van paltsgraaf Ezzo van Lotharingen en Mathilde van Lotharingen, dochter van keizer Otto II. Zij huwde in 1013 met de Poolse koning Mieszko II Lambert (990-1034) en werd de moeder van:
- Casimir I
- mogelijk een onbekende dochter die met Emmerik van Hongarije zou zijn getrouwd
- Richeza
- Gertrudis (1020- 4 januari 1107/1108), gehuwd met Izjaslav I van Kiev

Zij werd na haar dood vereerd als zalige en haar feestdag is op 21 maart.
- Gemeinsame Normdatei: 118928872
- International Standard Name Identifier: 0000 0001 1703 2488
- Library of Congress Control Number: n98052592
- Virtual International Authority File: 139134939
- WorldCat: E39PBJdMgCRm3KGgchr4tv7CQq